# Säveln
Säveln är en sjö i Arvika kommun och Kils kommun i Värmland och ingår i Göta älvs huvudavrinningsområde. Sjöns största djup är ca 16 meter, sjön har en yta på 2,73 kvadratkilometer och befinner sig 73 meter över havet. Sjön avvattnas av vattendraget Borgvikeälven (Emsälven).

## Delavrinningsområde
Säveln ingår i det delavrinningsområde (661249-134212) som SMHI kallar för Utloppet av Säveln. Medelhöjden är 106 meter över havet och ytan är 20,02 kvadratkilometer. Räknas de 20 avrinningsområdena uppströms in blir den ackumulerade arean 268,7 kvadratkilometer. Borgvikeälven (Emsälven) som avvattnar avrinningsområdet har biflödesordning 3, vilket innebär att vattnet flödar genom totalt 3 vattendrag innan det når havet efter 306 kilometer. Avrinningsområdet består mestadels av skog (65 procent) och öppen mark (11 procent). Avrinningsområdet har 2,72 kvadratkilometer vattenytor vilket ger det en sjöprocent på 13,6 procent.